# Электромеханотроника
Электромеханотроника — отрасль науки и техники, связанная с разработкой теории и технологии автоматических систем электромеханического преобразования энергии, создаваемых путём функционального и конструктивного объединения электромеханических преобразователей с электронными компонентами.
Профессор МАИ Бут Д. А. считал электромеханотронику отраслью электромеханики, появившейся в результате интеграции электромеханики и электроники.. 
Академик Глебов И. А. признавал электромеханотронику самостоятельным научным направлением, связанным с синтезом электрических машин и полупроводниковых устройств.
Новое направление электромеханики, созданное  профессором Коськиным Ю.П., получило развитие в трудах Пронина М.В., Бута Д. А., Смирнова Ю. С., Домрачева В. И., Вольдека А. И., Попова В. В. и др.
В области, называемой интеллектуальной электромеханикой или электромеханотроникой, на протяжении многих лет успешно работают профессора Чувашского государственного университета А. К. Аракелян и А. А. Афанасьев.

## О термине
Термин «электромеханотроника» образован путём совмещения терминов «электромеханика» и «электроника».
Общим терминоэлементом в сложных словах «электромеханика» и «электромеханотроника» является слово «механика», которое записывается в русской транскрипции как «механ».
В английской транскрипции используется запись «Electromechatronics». Отсюда в публикациях на русском языке используются словосочетания «электромеханотроника» и «электромехатроника» как равнозначные.
Термин «электромеханотроника» используется с целью обозначить отрасль науки и техники, связанную с электронизацией технических устройств, называемых электромеханическими преобразователями и рассматриваемых в электромеханике.
Электронизация заключается в совмещении электромеханических преобразователей с электронными приборами и устройствами, называемыми электронными компонентами.
Электронные компоненты делают электромеханическое преобразование энергии автоматически управляемым, обеспечивая функциональное объединение энергетических и информационных процессов.
Электромеханотроника— научно-техническое направление в области электрических микромашин, связанное с созданием интеллектуальных электрических машин, способных адаптироваться к реальным условиям эксплуатации и изменять режимы работы по заданной программе.
Коллективом разработчиков ТУСУР во главе с профессором Осиповым Ю. М. предложена альтернативная интерпретация термина «электромехатроника» как синергетического объединения узлов электрических машин с механическими, электронными и компьютерными компонентами, обеспечивающее производство электромехатронных модулей и систем движения с интеллектуальным управлением,,

## История
Понятие «электромеханотроника» впервые предложил использовать профессор Санкт-Петербургского государственного электротехнического университета «ЛЭТИ» Ю. П. Коськин в 1986 году.
Официальное признание электромеханотроники состоялось в октябре 1987 года на первой Всесоюзной научно-технической конференции по электромеханотронике .
Позднее состоялись Всесоюзные научно-технический семинар (1989 год) и вторая научно-техническая конференция (1991 год).
1-я и 2-я Всесоюзные научно-технические конференции по электромеханотронике проводились под руководством академика И. А. Глебова.
В феврале 1989 года в рамках Всесоюзного НТС прошло совещание, в котором участвовали профессора Борцов Ю. А. (ЛЭТИ), Герман-Галкин С. Г.(ЛИТМО), Ильинский Н. Ф. (МЭИ), Коськин Ю. П. (ЛЭТИ), Соколовский Г. Г. (ЛЭТИ), Юньков М. Г. (ВНИИ Электропривод).
На совещании была обсуждена терминология электромеханотроники и электропривода. Были согласованы понятия «электромеханотроника», «электромеханотронный преобразователь» и «электропривод».
С февраля 1989 г. по апрель 1992 г. в ленинградском доме научно-технической пропаганды (ЛДНТП) работал "Постоянный семинар по электромеханотронике «Совершенствование электрических машин и преобразователей на базе применения микропроцессорной техники».
В 1997 г. состоялась Международная конференция по электромеханотронике. В конференции приняли участие такие зарубежные ученые как Sakae Yamamura (академик, профессор Токийского университета), T.Wolbank (Технологический университет, Вена), A.Dell’Aquilla, E.Montarulli,P.Zanchetta (Polotechnico di Bari, Италия), C.Rasmunssen (Aalborg University, Дания), E.Ritchie (Institute of Energy Technology, Дания). Среди российских ученых были Хрущёв В. В. (Санкт-Петербургский государственный университет аэрокосмического приборостроения), Афанасьев А. Ю. (Казанский государственный технический университет), Аполлонский С. М. (Северо-Западный заочный политехнический институт), Юрганов А. А. (НИИЭлектромаш).
В 2010 г. в номерах № 1(21), часть 2 и № 2(22) журнала «Доклалы Томского государственного университета систем управления и радиоэлектроники» в статьях профессора Осипова Ю. М. "К вопросу о развитии понятия «мехатроника» и «Мультикоординатные электромехатронные манипуляторы технологического оборудования» обосновывалось понятие «Электромехатроника» как развитие мехатроники по признакам «приводные устройства», «кинематическая мультикоординатная комбинаторика» и «интеллектуальное управление».
30 ноября 2011 в ЛЭТИ состоялся семинар, на котором был заслушан доклад «Электромеханотроника и её связь с электроприводом и мехатроникой». В обсуждении участвовали заведующие кафедрами и профессора Томасов В. С. (зав.каф. электротехники и прецизионных электромеханических систем ЭТ и ПЭМС, ИТМО), Голландцев Ю. А. (зав. каф. Интегрированных компьютерных технологий в промышленности ИКТП СПбГПУ), Козярук А. Е. (зав. каф. электротехники и электромеханики СПбГГУ), Прокофьев Г. И. (зав.каф робототехники и автоматизации производственных систем, ЛЭТИ), Соколовский Г. Г. (ЛЭТИ).[значимость факта?]

## Основные понятия
Электромеханотронный преобразователь — автоматическая система электромеханического преобразования энергии, создаваемая путём функционального и конструктивного объединения электромеханического преобразователя с электронными компонентами преобразования параметров электроэнергии, управления, диагностики и защиты.
В ГОСТе Р50369-92 определено понятие «электропривод с электромеханотронным преобразователем»:
«Электропривод с электромеханотронным преобразователем — электропривод, содержащий устройство, объединяющее электромеханический преобразователь с обеспечивающими его функционирование электронными компонентами управления, диагностики и защиты».
В электромеханотронном преобразователе как автоматической системе по функциональным признакам могут быть выделены две подсистемы:
- Энергетическая подсистема, построенная на базе электронных компонентов энергетического назначения
- Информационная подсистема, построенная с использованием электронных компонентов информационного назначения

Энергетическая подсистема — часть электромеханотронного преобразователя, объединяющая электромеханический преобразователь с электронными компонентами энергетического назначения и обеспечивающая протекание процессов электромеханического преобразования энергии, отвечающих назначению и заданной выходной мощности электромеханотронного преобразователя.
Информационная подсистема — часть электромеханотронного преобразователя, объединяющая устройства управления, диагностирования и защиты с электронными компонентами информационного назначения и обеспечивающая протекание энергетических процессов по заданному закону с необходимой точностью.
Электронные компоненты энергетического назначения — это приборы и устройства, обеспечивающие изменение параметров электроэнергии, а также коммутацию силовых ключей в электромеханотромеханотронном преобразователе. Примеры электронных компонентов энергетического назначения: электронные приборы, выпрямители, инверторы, преобразователи частоты, коммутационные устройства.
Электронные компоненты информационного назначения  — приборы и устройства, обеспечивающие получение, хранение, преобразование и передачу информации в электромеханотронном преобразователе.
Устройства информационных подсистем образуются из электронных компонентов и других приборов, традиционно используемых в автоматике, автоматизированном электроприводе, системах автоматического управления.

Примеры электронных компонентов информационного назначения:транзисторные усилители, импульсные информационные приборы,цифро-аналоговые и аналого-цифровые преобразователи, микропроцессоры, ЭВМ.
К числу общих понятий электромеханотроники, связанных с совокупным использованием нескольких электромеханотронных преобразователей (двух и более) относятся электромеханотронная система и электромеханотронный комплекс.
Электромеханотронная система — совокупность функционально и конструктивно объединенных общим назначением электромеханических преобразователей и электронных компонентов;
Профессор Попов В. В. даёт следующее определение: «электромеханотронная система — это электромеханические преобразователи, конструктивно объединённые со сложными электронными системами».
Электромеханотронный комплекс — совокупность электромеханотронных преобразователей, объединенных общим назначением.
Рассмотренные понятия и определения являются общими для электромеханотроники как технической науки. На их основе разрабатывается частная терминология, учитывающая область техники, в которой создаются электромеханотронные преобразователи.
Частные понятия электромеханотроники учитывают назначение, а также функциональные и конструктивные особенности электромеханотронные преобразователи в электромашиностроении, аппарато- и приборостроении, электроэнергетике и электроприводе, авиации, робототехнике и т. д.

## Примеры электромеханотронных преобразователей
- Бесконтактные двигатели постоянного тока (Brushless DC Motors);
- Вентильные двигатели (Permanent Magnet Synchronous Motor Drive);
- Частотно-регулируемые двигатели переменного тока (система «преобразователь частоты — асинхронный двигатель»);
- Бесконтактные возбудители;
- Машины двойного питания с преобразователями частоты, применяемые на гидроаккумулирующих электростанциях;
- Синхронный генератор с цифровой системой возбуждения;
- Электрические машины информационно-измерительной техники и автоматики (преобразователь «угол-код»)

На структурной схеме вентильного двигателя как электромеханотронного преобразователя синим цветом выделена информационная часть (подсистема), а красным цветом — энергетическая.
УУ — устройство управления

ЭЭУ — электронное энергетическое устройство

ЭМП — электромеханический преобразователь

Д — датчик положения ротора
В случае вентильного двигателя устройство управления представляет собой преобразователь координат, на вход которого поступает напряжение управления двигателем (стрелка слева) и информация о мгновенном значении угла поворота ротора (стрелка снизу). В качестве электронного энергетического устройства применяется инвертор напряжения (транзисторный или тиристорный) или линейный усилитель мощности (транзисторный, только для малых мощностей). Электромеханический преобразователь в вентильном двигателе это синхронная машина, в данном случае — трехфазная. Датчиком положения ротора может быть синусно-косинусный датчик угла или энкодер.

## Связь электромеханотроники с электроприводом и мехатроникой
По степени подчиненности или взаимозависимости электромеханотронику (ЭМТ), электропривод (ЭП) и мехатронику (МТ) можно разместить в порядке ЭМТ {\displaystyle \rightarrow } ЭП {\displaystyle \rightarrow } МТ. 

Аналогично размещаются соответствующие этим наукам технические устройства: ЭМТП {\displaystyle \rightarrow } ЭП {\displaystyle \rightarrow } ММ, где ЭМТП — электромеханотронный преобразователь, ЭП — электропривод, ММ — мехатронный модуль.
Приведенные выше утверждения означают, что электромеханотронные преобразователи используются в составе электропривода, а электропривод, в свою очередь, может являться составляющей частью мехатронного модуля.
Электромеханотронный преобразователь (ЭМТП) состоит из электронного энергетического устройства (ЭЭУ), электромеханического преобразователя (статор и ротор показаны отдельно для подчеркивания основной задачи ЭМТП — автоматического управления преобразованием электрической энергии в механическую и наоборот), информационной подсистемы (ИПС).
ЭЭУ, статор и ротор электромеханического преобразователя(С ЭМП и Р ЭМП) образуют энергетическую подсистему электромеханотронного преобразователя.
Информационная подсистема (ИПС) на основании сигналов от системы управления электропривода и сигналов от энергетической подсистемы (то есть от ЭЭУ и электромеханического преобразователя) осуществляет управление коммутацией силовых ключей ЭЭУ.
В частном случае явновыраженного разделения между ИПС и СУЭП может и не быть, однако по функциональному назначению такое разделение всегда может быть установлено.
Теория электропривода отличается от теории электромеханотронных преобразователей прежде всего тем, что связывает электромеханический преобразователь, а также электромеханотронный преобразователь с исполнительным механизмом (ИМ), обеспечивая функционирование ЭМТП в интересах ИМ, то есть управляя движением ИМ в целях осуществления технологического процесса.
Мехатроника как наука обеспечивает разработку объектов в виде ММ или мехатронных систем, объединяя в их конструктивных оболочках ЭМП, ЭМТП, ЭП и другие технические устройства для обеспечения управляемого компьютером прецизионного движения мехатронного объекта.

Объединение ЭМТП-двигателя и ИМ в электроприводе или ММ, ЭМТП-генератора с первичным двигателем в генераторном агрегате и генераторных агрегатов в электростанции, а также образование других технических систем на основе ЭМТП является синергетическим в том смысле как это трактуется в мехатронике: все составляющие элементы и узлы в ЭМТ, ЭП и МТ не просто дополняют друг друга, но объединяются таким образом, что образованные ЭМТП, ЭП, ММ и мехатронные системы приобретают качественно новые свойства.
Электропривод (ЭП), включающий электромеханотронный преобразователь (ЭМТП), передаточный механизм (ПМ), исполнительный механизм (ИМ), систему управления электропривода (СУЭП), управляемый компьютером, при их функциональном и конструктивном объединении является мехатронным модулем (ММ).

## Отличия электромеханотроники от мехатроники
1. В электромеханотронном преобразователе энергетическая подсистема (ЭПС) и информационная подсистема (ИПС) объединяются с целью обеспечить преобразование энергии (электрической в механическую или механической в электрическую) с максимально возможной эффективностью и надежностью[9]. В мехатронном модуле энергетические и информационные процессы объединяются для достижения другой цели, а именно — реализации заданного закона управления движением исполнительного механизма (ИМ)[20].
2. В мехатронике создаются мехатронные модули и системы, реализующие заданное движение и функционирование рабочих органов с помощью пневмо-, гидро-, и электроприводов, двигателей внутреннего сгорания, газовых и паровых турбин, то есть машин различной физической природы, соответствующих различным разделам механики[21],[22]. В электромеханотронике рассматриваются только те устройства, в которых используется движение проводниковых и ферромагнитных элементов в магнитном и электрическом полях[2] с целью электромеханического преобразования энергии и получения информации.
3. Электромеханотронные преобразователи и электромеханотронные системы могут использоваться в мехатронных модулях и системах как компоненты[21]. Электроприводы, создаваемые на основе электромеханотронных преобразователей, чаще других приводов (пневмо- или гидроприводов) используются в мехатронике.
4. Мехатронные модули и системы включают в себя рабочие органы (исполнительные механизмы), электромеханотронные преобразователи не содержат в своём составе рабочие органы.
5. Мехатроника предполагает, в качестве своего главного признака, использование компьютерного управления[23]. В электромеханотронных преобразователях в качестве электронных компонентов используются все известные электронные приборы, но компьютеры, как правило, не применяются.
6. Подготовку специалистов по электромеханотронике целесообразно осуществлять в рамках известных специальностей: электромеханика, электроизмерительная техника, электрические аппараты[9]. Подготовку специалистов по мехатронике необходимо организовывать с учётом отрасли техники, для которой они готовятся: робототехники, станкостроения, самолёто-, ракето-, судостроения и т. д.[24] В отраслевых вузах, соответственно, подбираются дисциплины учебных планов: по робототехнической мехатронике, станкостроительной мехатронике и т. д.

| Критерий сравнения                                                                  | Электромеханотроника                                                                                                | Мехатроника |
| ----------------------------------------------------------------------------------- | --- | --- |
| Функциональное назначение преобразователя/модуля                                    | Управление электромеханическим преобразованием энергии для оптимизации преобразователя по точности, КПД, надёжности | Реализация заданного закона движения исполнительного механизма с заданной точностью |
| Структура преобразователя/модуля с точки зрения включения исполнительного механизма | Электромеханотронный преобразователь не содержит исполнительный механизм                                            | Исполнительный механизм входит в структуру мехатронного модуля |
| Взаимоподчинённость электромеханотронного преобразователя и мехатронного модуля     | Электромеханотронный преобразователь не может содержать в себе мехатронный модуль                                   | Мехатронный модуль может быть построен с использованием электромеханотронного преобразователя. Но существуют модули, построенные на основе других типов преобразователей (пневмо- и гидроприводов) |
| Использование компьютерного управления                                              | Нет | Да |
| Специальности или направления подготовки специалистов                               | Электромеханика, Электроизмерительная техника, электрические аппараты                                               | Робототехника, станкостроение и т.д. |

## Электромеханотроника сегодня
Вузы России и ближнего зарубежья, ведущие подготовку по электромеханотронике
- Санкт-Петербургский государственный электротехнический университет «ЛЭТИ», Кафедра Робототехники и автоматизации производственных систем.
- Санкт-Петербургский государственный политехнический университет, Кафедра компьютерных систем и программных технологий, Лаборатория электромеханотроники
- Амурский государственный университет, Кафедра автоматизации промышленных процессов и электротехники[25]
- Ивановский государственный энергетический университет, научная школа «Электромеханотроника и управление»[26]
- Чувашский государственный университет имени И. Н. Ульянова, проблемная лаборатория по электромеханотронике, основанная на базе двух кафедр: ЭМТЭП и УИТС[27]
- Томский политехнический университет. Научное направление « Электромеханотроника. Интеллектуальные системы однофазного электропривода массового назначения».[28]
- Одесский национальный политехнический университет, Институт электромеханики и энергоменеджмента, кафедра электрических машин
- Днепропетровский национальный университет железнодорожного транспорта имени академика В. Лазаряна, Кафедра «Автоматизированный электропривод»[29]
- Томский государственный университет систем управления и радиоэлектроники, Отделение кафедры ЮНЕСКО (ОКЮ)*

Центры электромеханотроники
- Научно-технический центр «Электромеханотроника»[источник не указан 3769 дней].
- НОЦ «ЭЛЕКТРОМЕХАНОТРОННЫЕ ТЕХНОЛОГИИ АВТОМАТИЗАЦИИ И ЭНЕРГОСБЕРЕЖЕНИЯ»
- ООО «Электромехатронные системы»
- Научно-образовательный центр по направлению «Электромехатроника и микросистемная техника»